# Palinsesto (filologia)

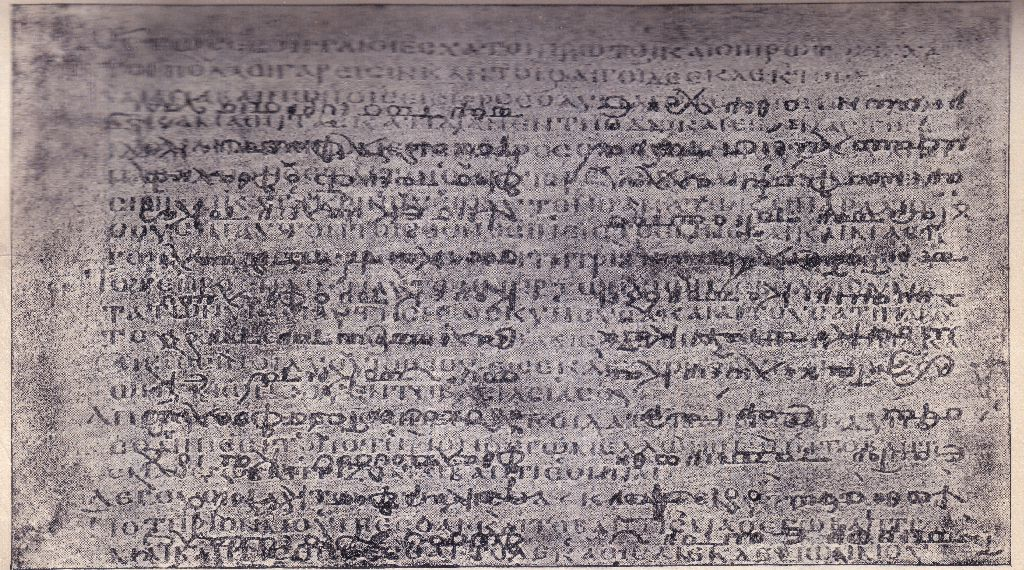
Il Codex Ephraemi Rescriptus dalla Biblioteca nazionale di Francia

Un palinsesto è una pagina manoscritta, rotolo di pergamena o libro, che è stata scritta, cancellata e scritta nuovamente. Il termine deriva dal greco πάλιν + ψηστός (pálin psēstòs, lett. "raschiato di nuovo"). Gli antichi romani scrivevano su tavolette ricoperte di cera che potevano essere riutilizzate, e un uso passeggero del termine abbastanza ricercato "palinsesto", da parte di Cicerone, sembra riferirsi a questa pratica.
Poiché le pergamene ricavate dalle pelli degli animali sono più durevoli della carta o del papiro, la gran parte dei palinsesti nota agli studiosi moderni è composta da pergamene, che divennero sempre più popolari in Europa Occidentale dopo il VI secolo d.C. 
Invece, dove il papiro era di uso comune, il riutilizzo del supporto alla scrittura era meno frequente, in quanto il papiro era più economico e spendibile della costosa pergamena. Alcuni palinsesti in papiro esistono tuttora e i romani facevano riferimento all'uso di lavare i papiri, dato che la pianta da cui venivano ricavati non cresceva in Italia.
Con il passare del tempo i labili resti dello scritto precedente, che erano stati rimossi dalla pergamena usando latte e crusca d'avena, riaffioravano abbastanza da permettere agli studiosi di decifrarne il testo (che chiamavano scriptio inferior, la "sottoscrittura"). Più tardi nel medioevo, la superficie della pergamena veniva grattata via con della polvere di pietra pomice, facendo scomparire irrimediabilmente il testo. Per questo i palinsesti più preziosi sono quelli che vennero sovrascritti all'inizio del medioevo.
Gli studiosi del XIX secolo, per leggere i palinsesti usavano mezzi chimici che erano a volte altamente distruttivi, usando tintura di bile o in seguito idrosolfuro di ammonio. I metodi moderni, che impiegano gli ultravioletti e la fotografia, non intaccano o alterano il materiale antico. La sovrapposizione di fotografie esposte con differenti spettri di luce, può aumentare il contrasto dell'inchiostro sbiadito su una pergamena, che è troppo indistinto per essere letto dall'occhio con una luce normale. L'innovativa digitalizzazione delle immagini è venuta in aiuto agli studiosi nel decifrare palinsesti illeggibili.
I manoscritti pagani sono spesso sopravvissuti solo come palinsesti. Gran parte dell'eredità culturale dell'antichità, che si ritiene comunemente essere stata preservata dalla Chiesa, venne trasmessa inavvertitamente, attraverso i palinsesti. La causa di questa distruzione era la scarsità del materiale. Non solo, infatti, testi pagani, ma anche testi cristiani non più attuali furono cancellati per fare spazio a versioni più moderne: si pensi alle vecchie traduzioni latine della Bibbia, note come Vetus latina, cancellate per essere sostituite dalla Vulgata, o al vecchio Sacramentario gelasiano sostituito da quello gregoriano. Nel caso dei manoscritti greci, tale era la consunzione dei vecchi codici a favore del supporto su cui erano scritti, che un decreto sinodale del 691 vietava la distruzione dei manoscritti delle Sacre Scritture o dei padri della Chiesa, ad eccezione dei volumi imperfetti o danneggiati. Il declino nel commercio della pergamena, grazie all'introduzione della carta, esacerbò questa scarsità, che veniva sopperita solo attraverso il ricorso a materiale già usato.
Considerazioni culturali, combinate a quelle economiche, portarono a motivare la creazione dei palinsesti. La domanda di nuovi testi poteva superare, in alcuni centri, la disponibilità di pergamene. Un'altra possibilità è che i testi pagani fossero apparsi semplicemente irrilevanti. I testi più suscettibili ad essere sovrascritti comprendevano documenti legali o liturgici obsoleti, talvolta di grande interesse per gli storici. Le prime traduzioni latine delle Scritture vennero rese obsolete dalla Vulgata di San Girolamo. I testi potevano essere scritti in lingue straniere o con grafie poco familiari che col tempo erano diventate illeggibili. I codici stessi potevano essere già danneggiati o incompleti. I testi eretici erano pericolosi da tenere: esistevano motivi religiosi o politici per distruggere testi visti come eresie, e riusare il supporto era uno spreco minore rispetto al bruciare semplicemente i libri.
L'ampia distruzione delle pagine dei primi secoli della nostra era avvenne nel periodo che seguì la caduta dell'Impero romano d'Occidente, ma i palinsesti vennero creati anche quando nuovi testi vennero richiesti durante il rinascimento carolingio. I più preziosi palinsesti latini si trovano nei codici che vennero rifatti da grandi fogli precedenti del VII-IX secolo. Si è fatto notare che nessuna opera completa si trova di solito nel testo originale dei palinsesti, ma che porzioni di molte opere sono state prese per creare un singolo volume. Un'eccezione è il palinsesto di Archimede (si veda sotto). Complessivamente, i primi amanuensi medioevali furono indiscriminati nel rifornirsi di materiale preso dai vecchi volumi che avevano sottomano.
Alcuni dei più famosi palinsesti sono: 
- il Codex Ephraemi Rescriptus, Biblioteca nazionale di Francia, Parigi: porzioni del Vecchio e Nuovo Testamento in greco, datate al V secolo, sono state ricoperte nel XII secolo con opere di Efrem il Siriano.
- tra i manoscritti siriaci trovati nel deserto nitriano in Egitto, British Museum, Londra: importanti testi greci
- un volume contenente un'opera di Severo di Antiochia, dell'inizio del IX secolo è scritto in palinsesto su fogli presi da manoscritti dell'Iliade e del Vangelo secondo Luca, entrambi del VI secolo, e degli Elementi di Euclide del VII o VIII secolo, British Museum
- un doppio palinsesto, nel quale il testo di San Giovanni Crisostomo in siriaco, del IX o X secolo, copre un trattato di grammatica latina del VI secolo, che a sua volta ha sostituito gli Annali dello storico Granio Liciniano, del V secolo, British Museum.
- il Plauto Ambrosiano, del IV o V secolo, riscritto con brani della Bibbia nel IX secolo, Biblioteca Ambrosiana
- il De re publica di Cicerone, scritto in onciale del IV secolo, ricoperto dai salmi di Sant'Agostino nel VII secolo, Biblioteca Vaticana
- il Codex Theodosianus di Torino, del V o VI secolo
- i Fasti Consulares di Verona, del 486 d.C.
- il Frammento Ariano del Vaticano, del V secolo
- le lettere di Marco Cornelio Frontone
- Il Palinsesto di Archimede, un'opera del grande matematico siracusano, copiata su pergamena nel X secolo e sovrascritta con un testo liturgico nel XII secolo
- il Palinsesto sinaitico
- l'unica copia di un testo di grammatica greca composto da Erodiano per l'imperatore Marco Aurelio nel II secolo, conservata nella Österreichische Nationalbibliothek di Vienna
- le Institutiones di Gaio, sovrascritte con le Epistulae di Girolamo (vedi Istituzioni di Gaio.)
- Codex Vaticanus 2061